# Kortenbeck
Kortenbeck ist ein Ortsteil der Gemeinde Dähre im Altmarkkreis Salzwedel in Sachsen-Anhalt.

## Geographie
Kortenbeck, ein Rundplatzdorf mit Kirche, liegt zwei Kilometer nördlich von Dähre in der Altmark. Im Südwesten liegt der etwa 70 Meter hohe Lauckenberg.
Nachbarorte sind Dahrendorf, Harpe im Norden, Barnebeck im Nordosten und Hohendolsleben im Süden.

## Geschichte

### Mittelalter bis Neuzeit
Im Jahre 1370 wurde das Dorf als Kortenbeke erstmals urkundlich erwähnt, als Werner von Billerbeck einen Hof an die von dem Knesebeck verkauft. Weitere Nennungen sind 1384 kortenbeke, 1443 in villa kortenbeke, 1458 to Cortenbeke, 1687 Kortenbeck und 1804 Kortenbeck, Dorf mit Krüger.
Im Jahre 1458 wird eine Mühle genannt.
Bei der Bodenreform wurden 1945 ermittelt: 41 Besitzungen unter 100 Hektar hatten zusammen 366 Hektar, der Kirche gehörten 1 Hektar Land, enteignet wurden 30 Hektar. Erst im Jahre 1963 entstand die erste Landwirtschaftliche Produktionsgenossenschaft wohl vom Typ I, die LPG „Bergland“, die 1976 an die Groß-LPG „Völkerfreundschaft“ in Langenapel angeschlossen wurde.

### Archäologie
Im Danneil-Museum in Salzwedel werden mehrere Funde aus Kortenbeck aufbewahrt, beispielsweise eine Axt und Münzen vom Münzfund von Kortenbeck.

### Herkunft des Ortsnamens
Jürgen Udolph führt den Ortsnamen auf eine niederdeutsche Wendung wie „bi dem korten beke“ also „bei dem kurzen Bach“ zurück.

### Eingemeindungen
Kortenbeck gehörte ursprünglich zum Salzwedelischen Kreis der Mark Brandenburg in der Altmark. Von 1807 bis 1813 lag es im Kanton Diesdorf auf dem Territorium des napoleonischen Königreichs Westphalen. Nach weiteren Änderungen kam es 1816 in den Kreis Salzwedel, den späteren Landkreis Salzwedel im Regierungsbezirk Magdeburg in der Provinz Sachsen in Preußen.
Am 25. Juli 1952 kam die Gemeinde zum Kreis Salzwedel. Am 1. Dezember 1973 wurde die Gemeinde Kortenbeck in die Gemeinde Barnebeck eingemeindet. Am 1. Januar 1991 wurde der Ortsteil Kortenbeck der Gemeinde Lagendorf zugeordnet. Mit dem Zusammenschluss von Lagendorf mit anderen Gemeinden am 1. Januar 2009 zur neuen Gemeinde Dähre kam der Ortsteil Kortenbeck zu Dähre.

### Einwohnerentwicklung
| Jahr | Einwohner |
| ---- | --------- |
| 1734 | 52        |
| 1774 | 72        |
| 1789 | 90        |
| 1798 | 84        |
| 1801 | 84        |
| 1818 | 57        |

| Jahr | Einwohner |
| ---- | --------- |
| 1840 | 181       |
| 1864 | 233       |
| 1871 | 205       |
| 1885 | 227       |
| 1892 | [00]229   |
| 1895 | 228       |

| Jahr | Einwohner |
| ---- | --------- |
| 1900 | [00]255   |
| 1905 | 257       |
| 1910 | [00]218   |
| 1925 | 208       |
| 1939 | 186       |
| 1946 | 274       |

| Jahr | Einwohner |
| ---- | --------- |
| 1964 | 156       |
| 1971 | 140       |
| 2015 | [00]086   |
| 2018 | [00]088   |
| 2020 | [00]083   |
| 2021 | [00]084   |

| Jahr | Einwohner |
| ---- | --------- |
| 2022 | [00]87    |
| 2023 | [0]86     |

Quelle, wenn nicht angegeben, bis 1971:

## Religion
Die evangelische Kirchengemeinde Kortenbeck, die früher zur Pfarrei Dähre gehörte, wird heute betreut vom Pfarrbereich Osterwohle-Dähre im Kirchenkreis Salzwedel im Bischofssprengel Magdeburg der Evangelischen Kirche in Mitteldeutschland.

## Kultur und Sehenswürdigkeiten
- Der Menhir von Kortenbeck steht am Nordende des Dorfplatzes.
- Die evangelische Dorfkirche Kortenbeck ist ein kleiner Rechtecksaal aus unregelmäßigem Feldsteinmauerwerk, wohl aus dem 15. Jahrhundert.[16]
- An der Kirche steht ein Denkmal für die Gefallenen des Ersten Weltkrieges, ein großer Findling auf einem doppelt gestuftem Sockel mit Inschriften.[17]
- Der Ortsfriedhof liegt nördlich des Dorfes.

## Sonstiges
Im Jahre 2011 porträtierte die vor Ort lebende Filmemacherin Helke Sander im Dokumentarfilm Dorf die Lebensverhältnisse in Kortenbeck in Gesprächen mit den Bewohnern.